# Bahnhof Tokorozawa
Der Bahnhof Tokorozawa (jap. 所沢駅, Tokorozawa-eki) ist mit ca. 100.000 Passagieren pro Tag der größte Bahnhof der japanischen Stadt Tokorozawa in der Präfektur Saitama. Er befindet sich etwa 30 km westlich vom Stadtzentrum Tokios und wird ausschließlich von der privaten Eisenbahngesellschaft Seibu Tetsudō betrieben. In deren Streckennetz nimmt er eine besondere Stellung ein, da ein Umsteigen von der Shinjuku- zur Ikebukuro-Linie und umgekehrt nur hier möglich ist.

## Geschichte

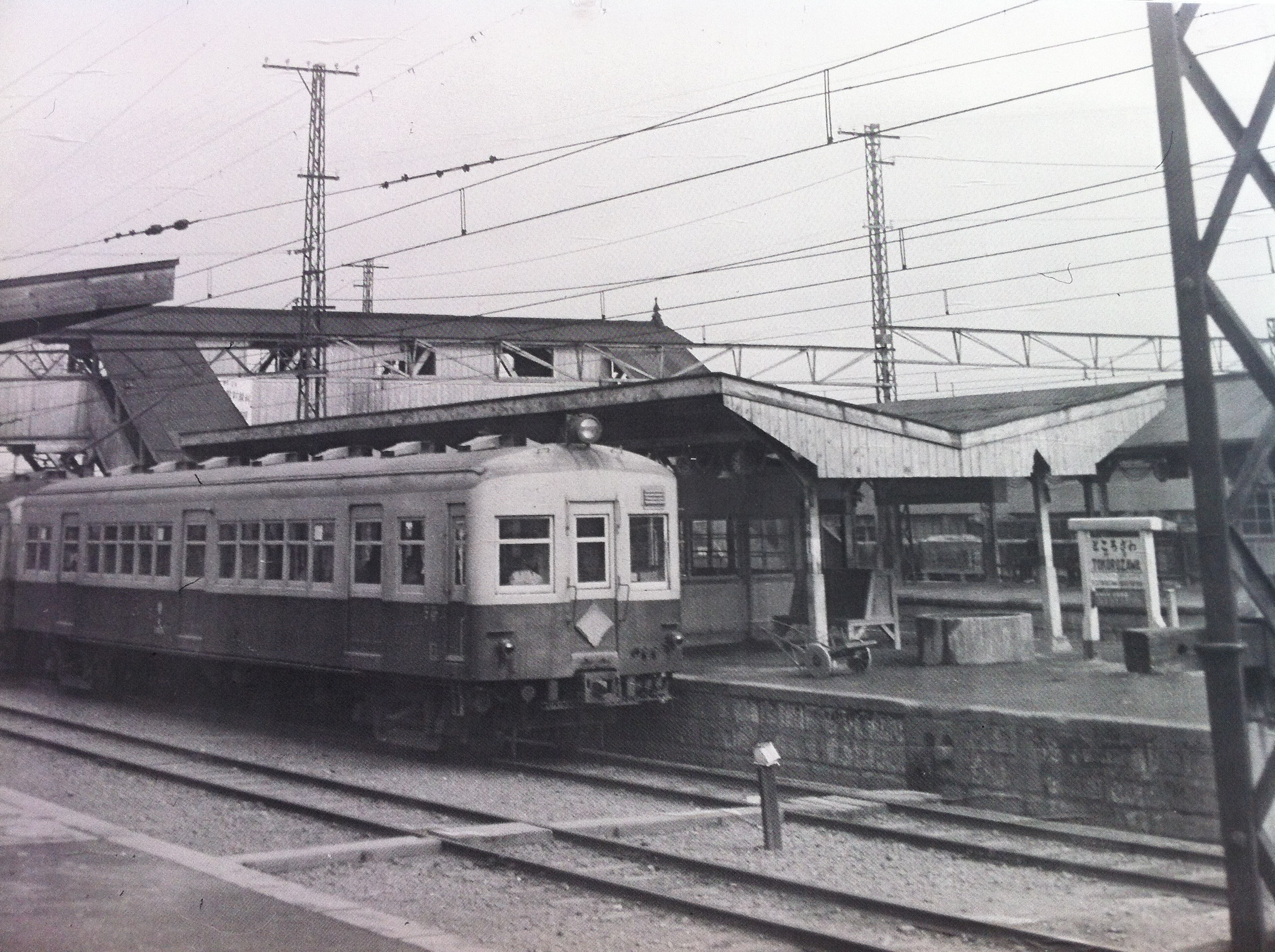
Bahnhof Tokorozawa im Jahr 1952

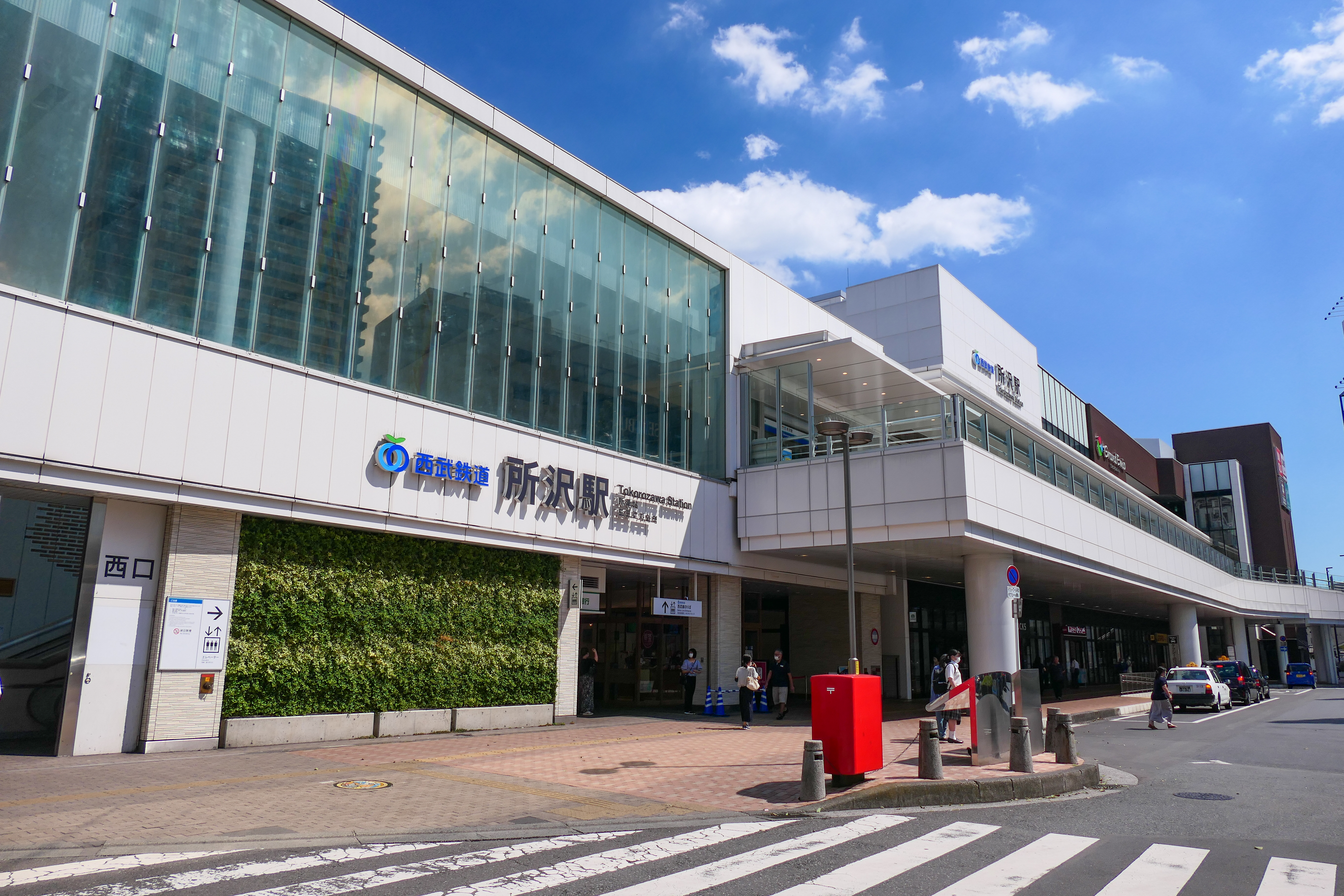
Westausgang (August 2022)

Der Bahnhof Tokorozawa wurde am 21. März 1895 eröffnet und von der ein Jahr zuvor gegründeten Kawagoe Tetsudō (川越鉄道), einem Vorläufer der Seibu Tetsudō, betrieben. Deren Strecke bildet heute die heutige Shinjuku-Linie. Am 14. April 1915 integrierte die Musashino Tetsudō (武蔵野鉄道), ein weiterer Vorläufer der Seibu Tetsudō, Tokorozawa in ihr Streckennetz (welches in etwa der heutigen Ikebukuro-Linie entspricht), sodass der Bahnhof nun von zwei Unternehmen gleichzeitig genutzt wurde. Von 1983 bis 1989 wurden schwerwiegende Bauarbeiten zur Erneuerung des Bahnhofsgebäudes durchgeführt, die u. a. aus einer Erweiterung des östlichen Gebäudeteils mit einem weiteren Eingang bestanden.
Von März 2010 bis Juni 2013 wurden nochmals Bauarbeiten für eine Umgestaltung des Gebäudes vollzogen, weshalb während dieser Zeit provisorische Einrichtungen zum Betrieb genutzt wurden. Seit der Einführung von Bahnhofsnummern bei der Seibu Tetsudō 2012 trägt der Bahnhof die Nummern „SI17“ (Ikebukuro-Linie) und „SS22“ (Shinjuku-Linie). Im August 2016 begannen erneut umfangreiche Bauarbeiten am Bahnhofsgebäude, die im September 2020 abgeschlossen wurden. Sie umfassten die Errichtung eines fünfstöckigen Kaufhauses (Depāto), welches sich dreistöckig über die Bahnsteiggleise erstreckt, sowie eine Neugestaltung der Außenwände und des Parkhauses.

## Bauart und Gleise

Schematische Übersicht der Gleisnutzung
Shinjuku-Linie
Ikebukuro-Linie
Rangiergleise

Der Bahnhof Tokorozawa stellt die einzige Umsteigemöglichkeit zwischen den Shinjuku- und Ikebukuro-Linien dar. Die fünf Bahnsteiggleise an zwei Mittelbahnsteigen und einem Außenbahnsteig sind für Passagiere oberirdisch miteinander verbunden und von Norden nach Süden aufsteigend nummeriert. Neben den fünf Bahnsteiggleisen existiert südlich des 5. Gleises ein weiteres 6. (Rangier-)Gleis, das ausschließlich zum Rangieren verwendet wird und zum Bahnhof Shin-Akitsu der JR-Musashino-Linie führt.
| 1   | ▉ (Shinjuku-Linie)  | Kōkū-kōen • Sayama • Hon-Kawagoe                            |
| 2   | ▉ (Shinjuku-Linie)  | Takadanobaba • Shinjuku • Kokubunji (Seibu Kokubunji-Linie) |
| 3   | ▉ (Ikebukuro-Linie) | Ikebukuro • Shibuya • Yokohama (Fukutoshin-, Tōyoko-Linie)  |
| 4/5 | ▉ (Ikebukuro-Linie) | Irumashi • Hannō • Agano                                    |

## Linien und benachbarte Bahnhöfe

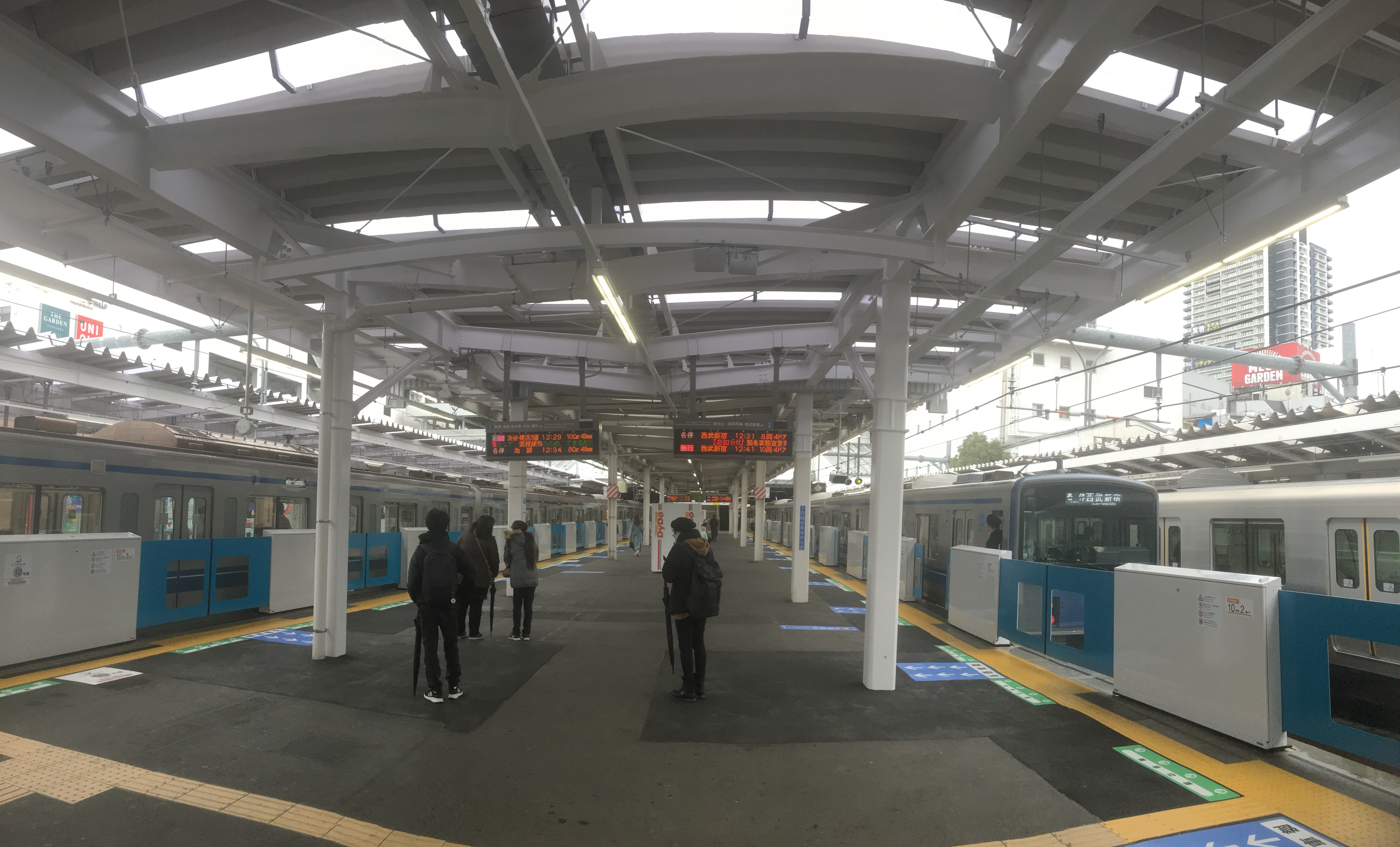
Blick vom Mittelbahnsteig (2014)

Der Bahnhof Tokorozawa wird von den Seibu-Ikebukuro- und -Shinjuku-Linien angefahren. Zusätzlich bestehen Durchbindungen zu anderen Seibu-Linien sowie zur Tōkyō-Metro-Yūrakuchō-Linie und -Fukutoshin-Linie und Tōyoko-Linie, weshalb es möglich ist, ohne Umsteigen bis zum Bahnhof Motomachi-Chūkagai in Yokohama zu fahren.

## Busverkehr
An den Ost- und Westseiten des Gebäudes befinden sich jeweils mehrere Haltestellen des zum Bahnhof gehörenden Busbahnhofs. An der Ostseite halten neben Stadt- und Regionalbussen u. a. Fernbusse der Busunternehmen Tōkyō Kūkō Kōtsū (東京空港交; eng. „Airport Transport Service“) und Keisei Bus (京成バス) zu den Flughäfen Tokio-Haneda und Tokio-Narita sowie des Busunternehmens Nishi-nihon JR Bus (西日本ジェイアールバス; eng. „West JR Bus Company“) nach Kyōto und Osaka. An der Westseite halten ausschließlich Stadt- und Regionalbusse.